# Charaxes andranodorus
Charaxes andranodorus is een vlinder uit de familie van de Nymphalidae. De wetenschappelijke naam van de soort is voor het eerst geldig gepubliceerd in 1884 door Paul Mabille.